# Ruud ten Wolde
Ruud ten Wolde (Emmen, 18 juni 1992 – Amsterdam, 9 oktober 2021) was een Nederlands televisieverslaggever, schrijver en bekende Twitteraar.

## Levensloop
Ten Wolde behaalde zijn bachelor media en entertainment management aan Stenden Hogeschool. Tijdens zijn opleiding deed Ten Wolde met zijn idee Studenten Zonder Geld in 2012 mee aan TV Lab. Uiteindelijk won hij de kijkerspitch van het programma. Ten Wolde werkte als redacteur mee aan programma's als Ex On The Beach: Double Dutch, Een goed stel hersens, Sterren Houden Huis en RTL Boulevard. Bij het laatste programma was hij ook verslaggever.
In zijn twintiger jaren vergaarde Ten Wolde populariteit op de sociaalnetwerksite Twitter. In mei 2021 werd hij genomineerd als Beste Nieuwkomer voor de The Best Social Awards. Ook werd hij, net als zijn zus Sanne ten Wolde, genomineerd in de categorie Beste Twitteraar. Over zijn ziekte - op zijn 23ste werd bij hem voor eerst kanker geconstateerd - schreef Ten Wolde het boek Ziek gelukkig. Op 4 oktober 2021 ging de hashtag #ZiekVeelLiefdeVoorRuud viraal, bedacht door columniste Caroline van Mourik.
Ten Wolde was regelmatig model in de studio van Michael Graste, waar de foto's gemaakt werden voor zijn boek.
Ruud ten Wolde overleed op 9 oktober 2021 op 29-jarige leeftijd aan de gevolgen van kanker, tien dagen voor de uitgave van zijn boek. Hij werd begraven op de begraafplaats Zorgvlied. Zijn boek kwam binnen op de eerste plaats in De Bestseller 60.

## Herinneringsbankje
De vrienden van Ruud ten Wolde hebben samen gezorgd voor een bankje in het Vondelpark in Amsterdam. Op het bankje staat de tekst: ‘Ruud strooide met zonnestralen en zal dat blijven doen.’

## Bestseller 60
| Boeken met noteringen in de Nederlandse Bestseller 60 | Jaar van verschijnen | Datum van binnenkomst | Hoogste positie | Aantal weken | Opmerkingen |
| ----------------------------------------------------- | -------------------- | --------------------- | --------------- | ------------ | ----------- |
| Ziek gelukkig                                         | 2021                 | 27-10-2021            | 1(1wk)          | 4            |             |